# روي مايا
روي مايا (بالبرتغالية: Rui Maia‏) هو عداء سريع برتغالي، ولد في 23 ديسمبر 1925.

## وصلات خارجية
- روي مايا على موقع الاتحاد الدولي لألعاب القوى (الإنجليزية)
- روي مايا على موقع الاتحاد الأوروبي لألعاب القوى (الإنجليزية)
- روي مايا على موقع أوليمبيديا (الإنجليزية)